# Sutrenübersetzer (China)
Mit Sutrenübersetzer sind diejenigen Übersetzer bezeichnet, die den chinesischen buddhistischen Kanon (三蔵, San-zang) zusammengetragen haben. „Übersetzen“ bzw. „übertragen“ heißt in diesem Zusammenhang „ins Chinesische“ wobei die Ursprungssprache der Texte oft, jedoch nicht immer, Sanskrit war. Dabei handelt es sich nicht um wörtliche, sondern eher freie Wiedergaben der Urtexte, was sich unter anderem aus den starken grammatikalischen und syntaktischen Unterschieden der Sprachen erklärt.
Da sich die biographischen Daten, auf die im Kanon selbst auffindbaren, oft hagiographischen, Angaben stützen, ist deren Historizität manchmal zweifelhaft. In einigen Fällen wurde auch apokryphen in China entstandenen Sutren, um ihnen den Anstrich der Originalität zu verleihen, ein „Übersetzer“ zugeordnet. Vom Blickwinkel des alten China aus gesehen handelte es sich bei „westlichen Ländern/Regionen“ um die zentralasiatische Gebiete/Reiche entlang der Seidenstraße (Parther, Kabul usw.).
Umfangreichere klassische chinesische Werke sind in Faszikel (F) gegliedert, die eine Schriftrolle umfassen. „Bücher“ bedeutet in diesem Zusammenhang also Faszikel bezw. „Schriftrollen“ (chinesisch 巻, Pinyin juàn, W.-G. chüan). Die Übersetzer sind nur unter der Dynastie aufgeführt in der sie erstmals erwähnt werden.

## Späte Han-Dynastie
Spätere Han (後漢, 25–220 u. Z.) mit der Hauptstadt in Luoyang. Von 123 Werken (148 Fasz.) des San zang sind die Übersetzer nicht namentlich bekannt. Insgesamt entstanden 292 Übertragungen in 395 Faszikeln, von denen heute noch 96 existieren.
| Name                               | Chinesisch | Umschrift (Pinyin) | Zur Person | Übersetzungen (Anzahl und Faszikel) |
| Kāśyapa-mātaṅga                    | 迦葉摩騰   |                    | Mönch aus Zentralindien brahmanischer Herkunft. Auf Einladung des Botschafters Tsai Yin 67 angekommen. Im selben Jahr gestorben                                                              | 1                                   |
| Dharmaratna (Fa-lan)               | (竺)法蘭   | (Zhú) Fǎlán        | Vinaya-Experte aus Zentralindien. Folgte der Einladung gegen den Willen seines Herrschers. Ankunft 67 kurz nach Kāśyapa-mātaṅga. Über 60-jährig verstorben.                                  | 4 oder 5                            |
| Lokakṣema                          | 支婁迦識   |                    | Ankunft in China 147 oder 164. Aktiv bis 186 in Luoyang. Übertrug 21 (63 F) oder 23 Titel (67 F).                                                                                            | 12 überkommen                       |
| An Shigao (An Shih-kao)            | 安世高     | Ān Shìgāo          | Parthischer Prinz der auf seinen Thron verzichtete. Ankunft 148. Aktiv mit einem Team von Übersetzern bis 170. 176 Übersetzungen (in 197 F) oder 95 (115 F) davon 730 noch 54 (59 F) extant. | 55                                  |
| An Xuan (An Hsüan)                 | 安玄       | Ān Xuán            | Upasaka aus Ansi. In Luoyang 181 | 2                                   |
| Zhiyao (Chih-yao)                  | 支曜       | Zhīyào             | Aus den westlichen Regionen. In Luoyang 185. 11 Werke (12–13 F) davon 5 bis 730 verloren. | 5                                   |
| Yan Fodiao (Yen Fo-t’iao)          | 嚴佛調     | Yán Fódiào         | Mönch oder upasaka aus Lin-hai. Gute Sanskritkenntnisse. Zusammenarbeit mit An Xuan 188. 7 Übersetzungen (9 oder 10F)                                                                        | meist verloren                      |
| Kang Mengxiang (K'ang Meng-hsiang) | 康孟祥     | Kāng Mèngxiáng     | Mönch tibetischer Herkunft. Gelangte über Indien und die westlichen Regionen nach China. Übs. 194–199 6 Titel (9 F).                                                                         | 2                                   |
| Dali ((Chu) Ta-li)                 | 大力       | Dàlì               | Mönch aus den westlichen Regionen. | 1                                   |
| Tanguo (T'an-kuo)                  | (釋)曇果   | Tánguǒ             | Brachte aus den westlichen Regionen einen Sanskrit-Text des Kapilavastu. | 1                                   |

## Wei-Dynastie
Während der Wei-Dynastie (220-65), das nördliche der „drei Königreiche,“ mit der Hauptstadt in Luoyang. Zwei Werke von unbekannten Übersetzern sind überkommen. Insgesamt entstanden 292 Übertragungen in 395 Faszikeln, von denen heute noch 96 existieren.
| Name                           | Chinesisch      | Umschrift (Pinyin) | Zur Person | Übersetzungen |
| Dharmakāla                     |                 |                    | Mönch aus Zentralindien, der bei seiner Ankunft 222 feststellte, dass seinen chinesischen Mitbrüdern das Vinaya unbekannt war. Übersetzte 250 daraufhin das Pratimoksha (prātimokṣa; 波羅提木叉; auch Sāṅghikā-vinaya 僧祇律) in der Version der Mahāsaṅgikas. | verloren      |
| Kang Sengkai (K'ang Seng-k'ai) | 康僧鎧          | Kāng Sēngkǎi       | Indischer Mönch tibetischer Herkunft. 252 im „Kloster vom Weißen Pferd“ (Bái Mǎ Sì, 白馬寺) der Hauptstadt. | 3             |
| Dharmasatya (= Tian-ti)        | 曇諦 (= 曇無諦) |                    | Mönch aus dem Lande An-si. In Luoyang 254. | 1             |
| Baiyan (Pai-yen)               | 白延            | Báiyán             | Mönch aus den westlichen Regionen. 257 im „Kloster vom Weißen Pferd“ | 1             |
| An Faxian (An Fa-hsien)        | 安法賢          | Ān Fǎxián          | Parthischer Mönch. 2 (5F) | verloren      |

## Wu-Dynastie
Die Wu-Dynastie war das südliche der „drei Königreiche,“ (222–280) mit der Hauptstadt Jianye  dem heutigen Nanjing. Insgesamt sollen 110 Werke in 291 Faszikeln übertragen worden sein, von denen 730 noch 61 (93F) nachweisbar waren. Heute sind noch 56 bekannt.
| Name                                      | Chinesisch      | Umschrift (Pinyin) | Zur Person | Übersetzungen            |
| Zhiqian (Chih-ch'ien)                     | 支謙            | Zhīqiān            | Upasaka aus Kushan (月支國), der China gegen Ende der östliche Han erreichte. Er fand Aufnahme im Reiche Wu. Vom ersten Kaiser zum Professor ernannt und Erzieher des Kronprinzen. Vielzahl von Übersetzungen 222–253.                                   | 50 in China, 54 in Korea |
| Vighna                                    | 維祇難 (= 障害) |                    | Brachte 224 eine Sanskritversion des Dhammapada aus Indien. Ursprünglich Zoroastrier. Wirkte in Wǔcháng. | 1                        |
| (Zhu) Lüyan ((Chu) Lü-yen)                | (竺)律炎        | (Zhú) Lǜyán        | Kam zusammen mit Vighna und arbeitete zunächst mit diesem. Um 230 selbständige Tätigkeit. | 3                        |
| Kang Senghui (K'ang Seng-hui; Sanghapala) | 康僧曾          | Kāng Sēnghuì       | Indischer Mönch, Sohn des Premierministers des Landes Soghdiana/Samarkand (康居國). Ankunft 241. Im Auftrag des Kaisers ab 247 Erbauer des Klosters 建初寺. Begann Übersetzertätigkeit 251, 14 Werke (29 F), davon 730 noch 5/7 (10/20 F) bekannt. † 280 | 2                        |

## Westliche Jin-Dynastie
Die Westliche Jin (西晉) bestand mit ihrer Hauptstadt in Luoyang 265–316. (Ab 317 auf das südliche China beschränkt.) Ursprünglich 447 Übersetzungen, von denen 730 noch 156 (321 F) existierten, davon 58 (59 F) von namentlich nicht bekannten Übersetzern. Heute sind noch 153 Werke aus dieser Zeit bekannt (20 ohne Namen).
| Name                             | Chinesisch          | Umschrift (Pinyin)      | Zur Person | Übersetzungen       |
| Dharmarakṣa d. Ä. (= Chu Fa-hu)  | 竺法護 (= 曇摩羅察) | Zhúfǎhù (= Tánmóluóchá) | Mönch aus einem Bezirk am westlichsten Ende der chinesischen Mauer. Wanderte mit seinem Lehrer in die westlichen Regionen und soll 36 Sprachen bzw. Dialekte beherrscht haben. Nach seiner Ankunft in Luoyang 266 umfassende Übersetzungstätigkeit bis 316/317 in einer Gruppe von 12, der 210 Übersetzungen zugeschrieben wurden (in 394 F), von denen 730 noch 91 (208 F) bekannt waren. Erster Überträger von Sutren der Vaipulya-Gruppe. Auch bekannt als Tun-huang Bodhisattva (敦煌菩薩). | ca. 90              |
| Kālaruci                         |                     |                         | Mönch der westlichen Regionen, der 281 in Kanton ein Sutra übersetzte. | verloren            |
| An Faqin (An Fa-ch'in)           | 安法欽              | Ān Fǎqīn                | Mönch aus An-si, übersetzte 5 Werke (12 oder 16 Fasz.) in Luoyang 281–306. | 2 Titel überkommen. |
| Mokṣala                          | 無羅叉 (= 無叉羅)   |                         | Mönch aus Kustana (Khotan). Übersetzte zusammen mit Kushulan (Zhu Shulan) 1 Werk. | 1 (erhalten)        |
| Kushulan                         | 竺叔蘭              | Zhúshūlán               | In China geborener upasaka indischer Abstammung. 2 Werke zwischen 290–306 übertragen. | verloren            |
| Bai Fazu (Pai Fa-tsu)            | 白[帛]法祖          | Bái Fǎzǔ                | Chinesischer Mönch aus Ho-nei, der zwischen 290 und 306 23 Werke (in 25 Fasz.) übertrug. 730 16 Werke (18 Fasz.) extant. | 5                   |
| Fali (Fa-li)                     | (釋)法立            | Fǎlì                    | Mönch unbekannter Abstammung. Übertrug zusammen mit Faju 290–306 in Luoyang 4 Werke (12 Fasz.) | 3 im Ming-Kanon     |
| Faju (Fa-chü)                    | (釋)法炬            | Fǎjù                    | Mönch unbekannter Abstammung. Nach dem Tode Fali’s eigenständige Tätigkeit. Soll insgesamt 132 Werke (142 Fasz.) übertragen haben, von denen 16 (26F) bereits 730 verloren waren. | 23                  |
| Nie Changyuan (Nieh Ch'eng-yüan) | 聶承遠              | Niè Chéngyuan           | Chinesischer upasaka, der Faju unterstützte. Drei eigenständige Übs. | 2                   |
| Nie Daozhen (Nieh Tao-chen)      | 聶道眞              | Niè Dàozhēn             | Sohn des Nie Chengyuan. | 4                   |
| Zhi Fadu (Chih Fa-tu)            | 支法度              | Zhī Fǎdù                | Hat im Jahre 301 4 Werke (5 Fasz.) übertragen. | 2                   |
| Ruoluoyan (Jo-lo-yen)            | 若羅嚴              | Ruòluóyán               | Mönch ausländischer Herkunft, genaue Daten unbekannt. | 1                   |

## Östliche Jin-Dynastie
Die Östliche Jin-Dynastie bestand 317–420, mit der Hauptstadt Jianye im heutigen Nanjing. In diese Ära fallen 232 Übersetzungen, von denen 730 noch 168 (in 468 Fasz.) nachweisbar waren. 35 Titel namentlich nicht bekannter Übersetzer sind Teil des heutigen San-zang.
| Name                                      | Chinesisch      | Umschrift (Pinyin) | Zur Person | Übersetzungen                     |
| Zhi Shilun (Chih Shih-lun)                | 支施崙          | Zhī Shilún         | Upasaka aus dem Lande der Yuezhi. Wirkte 373 in der Hauptstadt der frühen Liang-Dynastie (前涼). 4 Titel (5 F). | 1                                 |
| Śrīmitra                                  | 帛尸梨蜜多羅    |                    | Mönch aus den westlichen Ländern, der als Prinz geboren, zu Gunsten seines jüngeren Bruders auf den Thron verzichtet haben soll. Ankunft in China zwischen 307–312. 3 Übersetzungen 317–322, verstarb, um die 80 Jahre alt 335–342. | 3                                 |
| Chihtaokan                                | 支道根          |                    | Chinesischer Mönch. Um 335 2 Werke (7 Fasz.), eines davon eine Version des Lotos-Sutra in 5 Fasz. | verloren                          |
| Tanwulan (T'an-wu-lan; Dharmarakśa d. J.) | 曇無蘭 (= 法正) | Tánwúlán           | Mönch aus den westlichen Ländern, der zwischen 381–395 111 Übersetzungen (mit 112F) angefertigt haben soll. | 29                                |
| Gautama Saṅghadeva                        | 瞿曇僧伽提婆    |                    | Mönch aus dem Lande Kubhā (罽賓國), dem Kophen der Griechen, d. h. Kabul. Erreichte 383 die Hauptstadt der früheren Chin-Dynastie, wo er 2 Werke übertrug. 391–398 weitere Übs. im Bereich der östlichen Chin: 1) 391 und 397 am Berg Lu (廬山), 2) 397–398 im Dongting-Kloster (Dōngtíng Sì, 東亭寺). 7 von denen bis 730 eine verloren ging.                    | Im heutigen Kanon 3.              |
| Kālodaka                                  | 迦留陀伽        |                    | Mönch aus den westlichen Ländern. Übs. 392 | 1                                 |
| Buddhabhadra                              | 佛陀跋陀羅      | Juexian            | Indischer Mönch, Nachfahre von Amritonada, eines Onkels von Śākyamuni. Übs. 398–421. Tätig war er zunächst auf Einladung von Hui-yen (慧遠) am Berg Lu als auch später in der Hauptstadt. Wichtigste Arbeit das Avatamsaka-sūtra. Zusammenarbeit mit Kumārajīva und Faxian 13 oder 15 Werke, von denen 730 noch 8 (116 Fasz.) existierten. † 429 im Alter von 71. | 7                                 |
| Dharmapriya                               | 曇摩卑          |                    | Inder. Vinayaexperte. Verfasste 400 ein Buch zu „Verschiedenen Fragen der Regel“ 2 Fasz. | verloren                          |
| Vimalākṣa                                 | 卑摩羅叉        |                    | Mönch, der in Kabul das Vinaya lehrte, wo Kumārajīva unter ihm studierte. Kam 406 nach China wo er mit seinem ehem. Schüler zusammenarbeitete. Wanderte nach K.'s Tod nach Südchina (zwischen 408–415). 2 Übs. (5F) | 1                                 |
| Faxian (Fa-hsien)                         | 法顯            | Fǎxiǎn             | ca. 337-ca. 422. Geburtsname Kun. Pilgerte 399 nach Indien von wo er 414 zurückkehrte. Bekannt für seinen Reisebericht (Fóguó Jì, 佛國記). | 4 im Ming-Kanon Vielzahl in Korea |
| Gītamitra                                 | 祇多蜜          |                    | Mönch aus den westlichen Ländern. Genaue Daten unbekannt. Soll 25 oder 23 Werke übertragen haben. | 2                                 |
| Nandi                                     | (竺)難提        |                    | Haushalter (grihapati) aus den westlichen Regionen. Übersetzte 3 Werke 419. | 2                                 |

## Frühere Qin
Die Dynastie der Früheren Qin (前秦) mit der Hauptstadt in Chang’an (長安) (das heutige Xi’an) bestand von 350–394. Insgesamt entstanden unter dieser Dynastie 15 Übersetzungen in 197 Fasz., von denen bis 730 8 (132 F) verloren gingen.
| Name           | Chinesisch        | Umschrift (Pinyin) | Zur Person | Übersetzungen          |
|                | 曇摩侍            | Tán Móshì          | Mönch, der 367 3 Werke übertrug. | verloren               |
| Kumārabuddhi   | 鳩摩羅佛提        | Jiūmóluófótí       | Übertrug einen Kommentar zu den Agamas. Entweder 369–371 oder 381.                                                                        | 1                      |
| Saṅghabhūti    | 僧伽跋澄          |                    | Mönch aus Kabul. Übertrug 3 Werke in 36 oder 37 Fasz. zwischen 381–385.                                                                   | 3                      |
| Dharmapriya    | 曇摩蜱 (= 法愛)   |                    | Indischer Mönch, der 382 ein Sutra in 5 Fasz. übersetzte.                                                                                 | 1                      |
| Dharmanandi(n) | 曇摩難提 (= 法喜) |                    | Mönch aus Tukhara, der 384 in der Hauptstadt ankam. Übersetzte 5 Werke mit 114 Fasz., von denen fast alle 730 schon verloren waren. † 391 | 2 in China, 1 in Korea |

## Spätere Qin
Die Spätere Qin mit der Hauptstadt Chang’an (長安) bestand 384–417. Insgesamt entstanden 118 Übersetzungen, von denen 730 noch 66 (in 528 Fasz.) gefunden wurden. Die bedeutendste Persönlichkeit dieser Ära war Kumārajīva.
| Name                     | Chinesisch     | Umschrift (Pinyin) | Zur Person | Übersetzungen                                                    |
| Zhu Fonian (Chu Fo-nien) | (竺)佛念       | (Zhú) Fóniàn       | Ein chinesischer Mönch, der den ausländischen Übersetzern der vorgehenden Dynastie hilfreich zur Seite stand. Er selbst fertigte 12 oder 13 Übersetzungen (74 Fasz.). | 7 (61 Fasz.), 730 und heute noch extant. 11 in Tripitaka Koreana |
| Kumārajīva               | 羅什, 鳩摩羅什 |                    | 344–413. Indischer Mönch, einer der „vier Großen“ unter den Sutrenübersetzern. Sein adliger Vater Kumārāyana ging nach Kuqa. K. stammt aus seiner Verbindung mit Prinzessin Jīva. Der Vater zog sich ins geistliche Leben zurück als K. 7 Jahre alt war, daraufhin bereiste seine Mutter mit ihm nach Kaschmir und Kaschgar wo er von bedeutenden Lehrmeistern unterwiesen wurde. Im Alter von 12 gelangten er und seine Mutter nach Turfan. Der König von Kuqa verlangte ihre Rückkehr. 382 befahl der Qin-König, Fujian (苻堅) seinem General Luguang (呂光) die Eroberung Kuqas. Kumārajīva geriet bei dessen Fall 383 in Gefangenschaft. Auf dem Rückweg erreichte Luguang die Nachricht, dass das Qin-Reich gefallen war. Er gründete daraufhin in Liang (涼州) sein eigenes Königreich, das „spätere Liang“ (後涼). K. blieb dort für 17 Jahre bis zur Eroberung dieses Reiches durch Yaoxing (姚興), den zweiten Herrscher der späteren Chin-Dynastie (後秦). 401/12/20 gelangte Kumārajīva dann in die Hauptstadt Chang’an, wo er zwangsverheiratet und zum kaiserlichen Lehrer ernannt wurde. Im Xiaoyao Garten (逍遙園) begann mit mehreren Assistenten sein Übersetzungswerk. Die Übertragungen sind oft nicht wörtlich, sondern inhaltliche Zusammenfassungen, jedoch flüssig und gut lesbar. Insgesamt 74 Werke in 384 Fasz. von denen 730 noch 52 (301) existierten. | 50                                                               |
| Puṇyatara                | 弗若多羅       |                    | Gelangte aus seiner Heimat Kabul 404 nach China. 1 Werk zusammen mit Kumārajīva. | 1                                                                |
| Dharmayaśas              | 曇摩耶舎       |                    | Aus Kabul stammend, übersetzte er 2 oder 3 Werke zwischen 407–415. | 2                                                                |

## Westliche Qin
Während der westlichen Qin-Dynastie (西奏) entstanden 56 Werke in 110 Fasz., von denen 730 noch 32 (79 F) auffindbar waren. Die meisten dieser Werke stammen von namentlich nicht bekannten Übersetzern.
| Name                                          | Chinesisch    | Umschrift (Pinyin)   | Zur Person                                                                                      | Übersetzungen |
| Shengjian (Sheng-chien) (= Fajian (Fa-chien)) | 聖堅 (= 法堅) | Shèngjiān (= Fǎjiān) | Chinese, der zwischen 388 und 407, 14 oder 15 Werke schuf, von denen 730 10 (12 F) existierten. | 10            |

## Nördliche Liang
Die Nördliche Liang (397–439, 北涼) hatte ihre Hauptstadt zuerst in Zhangye (張掖) später Kushan (Guzang, Ku-tsang, 姑藏). In diese Zeit fallen 82 Übersetzungen in 311 Fasz., von denen bis 730 57 (102 F) verloren waren. Von den 53 Übersetzungen namentlich nicht bekannter Verfasser finden sich sieben im Ming-Kanon.
| Name               | Chinesisch | Umschrift (Pinyin) | Zur Person | Übersetzungen    |
| Tao-kung           | 道龔       |                    | Chinesischer Mönch, der 402–412 zwei Übersetzungen (12 F) schuf, von denen eine noch bekannt ist. | 1                |
| Fa-chung           | 法衆       |                    | Chinese, tätig in Zhangye. 1 Werk in 4 Fasz. | 1                |
| Sanghāta           | 僧伽陀     |                    | Aus den westlichen Ländern. 1 Werk (2 F) | verloren         |
| Dharmakṣema        | 曇無讖     |                    | Ankunft aus seiner zentralindischen Heimat in China 414. Bis 421 übertrug er einige Werke (19–23?) auf Bitten des zweiten Herrschers von Liang. Im Alter von 49 Jahren folgte der gute Disputant einer Einladung des dritten Herrschers der nördlichen Wei-Dynastie. Als er 40 Li seiner Reise hinter sich gebracht hatte, wurde er im Auftrag des Herrschers von Liang gemeuchelt († 433/3/3). | 12               |
| Buddhavarman       | 浮陀跋摩   |                    | Aus den westlichen Regionen. 1 Werk (437–439, laut Vorwort 425–427) in 100 Fasz., von denen 40 beim Fall von Liang 439 zerstört wurden. | 1                |
| Zhimeng (Chih-man) | 智猛       | Zhìměng            | Chinesischer Mönch, der 404 von Chang’an mit 14 anderen Richtung Indien aufbrach. Fünf erreichten Pataliputra. Auf dem Rückweg starben drei weitere seiner Mitreisenden. 433–439 übersetzte er das Nirvana-Sutra in 20 Fasz. † um 453. | vor 730 verloren |
| Fasheng (Fa-sheng) | 法盛       | Fǎshèng            | Chinesischer Mönch, der ins Ausland reiste und unter der Liang-Dynastie zurückkehrte, | 1                |
| Daotai (Tao-t’ai)  | 道泰       | Dàotài             | Chinesischer Mönch, der aus der Himalaya-Region Sutren und Shastras brachte. Arbeitete mit Buddhavarman im Xianyugong-Kloster (Xiányùgōng Sì, 閑豫宮寺), Liangzhou (涼州). | 2 (in Korea 3)   |

## Frühere Song-Dynastie
Die Liu-Song-Dynastie (劉宋 Südreich, 420–487) mit der Hauptstadt Jianye (auch Jiankang) dem heutigen Nanjing. Insgesamt sollen 463 Werke in 713 Fasz. übertragen worden sein, von diesen sollen 307 (340 Fasz.) von nicht namentlich bekannten Übersetzern gestammt haben. Von allen Werken waren 730 noch 91 (239 F) extant.
 Zur gleichen Zeit kam es unter dem Wei-Kaiser Taiwu (太武, reg. 423/424–452) zur ersten großen Buddhistenverfolgung in China.
| Name                    | Chinesisch                             | Umschrift (Pinyin)      | Zur Person | Überkommene Übersetzungen                |
| Buddhajīva              | 佛陀什                                 |                         | Mönch aus Kabul, der China 423 erreichte. Zunächst im Longguang-Kloster (龍光寺, Lóngguāng Sì), Yangdu (楊都). 3 Werke in 32 oder 36 Fasz. | 2                                        |
| Kalayaśas               | 畺良耶舎                               |                         | Mönch aus den westlichen Ländern, der die Hauptstadt 423 erreichte. 2 Werke im Zhizhong- (Zhǐzhong Sì, 止中寺) bzw. Daolin-Kloster (道林寺). Er starb 60-jährig. | 2                                        |
| Dharmamitra             | 曇摩密多, 曇摩蜜多, 曇無密多, 曇無蜜多 | Tánmómìduō, Tánwúmìduō, | Mönch aus Kabul, der China 424 erreichte. Übersetzte bis 441 (Zhizhong- [止中寺, Zhǐzhong Sì] und Ch'i-yüan-Kloster [視洹寺]), 10 oder 12 Werke. Er starb im darauffolgenden Jahr, 86 Jahre. | 6 (in Korea 7)                           |
| Zhiyan (Chih-yen) d. Ä. | 智嚴                                   | Zhìyán                  | Chinesischer Mönch, der aus Kabul einige Sanskrittexte holte. Er begleitete Faxian auf seinem Weg nach Indien. Mit Pao-yun übertrug er ab 427 10–14 Werke (12 Fasz.), von denen 4 bis 730 noch bekannt waren. Später ging er nochmal nach Kabul, wo er 87-jährig starb. | 4                                        |
| Pao-yun                 | 寳雲                                   |                         | Reiste mit Zhiyan Richtung Indien, erstellte mit diesem zusammen mehrere Übersetzungen. Schuf später noch 4 eigenständige Werke, von denen noch 1 überkommen ist. | 4 im Tripitaka Koreana                   |
| Iśvara                  | 自在                                   |                         | Eine eigene Übersetzung (426), die später von Guṇavarman vervollständigt wurde (431). | verloren                                 |
| Guṇavarman              | 求那跋摩                               |                         | Nachgeborener Königssohn und Mönch aus Kabul. Ankunft in der Hauptstadt 431, wo er 10 Werke (16 Fasz.) übertrug, von denen 2 bis 730 verloren gingen. Starb im selben Jahr 60-jährig. | 5 im Ming-Kanon 9 im Tripitaka Koreana   |
| Saṅghavarman            | 僧伽跋撃                               |                         | Indischer Mönch der 433 nach Jianye gelangte. Übertrug im folgenden Jahr 5 Werke. Begab sich 442 nach „Westen.“ Todesort und -datum nicht bekannt. | 4 im Ming-Kanon 8 in Korea               |
| Guṇabhadra              | 求那跋陀羅                             |                         | Zentralindischer Mönch, brahmanischer Herkunft. Mit Spitznamen „Mahayana,“ wegen seiner hervorragenden Kenntnis desselben. Ankunft in China 435 Bezirk Tan Yang (丹陽郡). Er übersetzte dann bis 443 in mehreren Klöstern. Hauptsächlich im Waguan (瓦官寺) von Yandu (楊都), aber auch im neuen Kloster (新寺) von Jingzhou (荊州) und Daochang (Dàochǎng Sì, 道場寺) in Yangzhou (楊州). † 468, 74 Jahre alt. | 28 im Ming Kanon 25 im Tripitaka Koreana |
| T'an Wu-chieh           | 法勇                                   |                         | Chinese, der mit 25 Freunden 420 nach Indien aufbrach. Kam 453 zurück. | 1                                        |
| Huijian (Hui-chien)     | 慧簡                                   | Huìjiǎn                 | Unbekannter Herkunft, nach 457 im Lu-yeh-Kloster (鹿野寺). 10–15 Werke im Jahre 457, von denen 7 (7 Fasz.) 730 noch existierten. | 6 (7 in Korea)                           |
| Guṇaśāla                | 功德直                                 |                         | Ankunft in Yangdu (楊都) 462 aus den westlichen Regionen. 2 Werke (7 Fasz.) | 2 (1 in Korea)                           |
| Fa-chuan                | 竺法眷                                 |                         | Inder, der zwischen 465 und 471 6 Werke übersetzte, die alle vor 730 verloren gingen. | verloren                                 |
| Xianggong (Hsiang-kung) | 翔公                                   | Xiánggōng               | 1 Werk (2 F) erstellt im Bezirk Nan Hai (南海郡). | 1                                        |
| Yonggong                | 勇公                                   | Yǒnggōng                | 3 Werke (3F) alle vor 730 verloren | verloren                                 |
| Fahai (Fa-hai)          | 法海                                   | Fǎhǎi                   | 3 (3 F) oder 4 (4 F) | 1 nur im Tripitaka Koreana               |
| Xiangong (Hsien-kung)   | 先公                                   | Xiāngōng                | verm. Chinese. 1 Übersetzung (1F). | 1                                        |
| Saṅghavarman            | 僧伽跋撃 (NJ: 僧伽跋彌)                |                         | Aus Ceylon, der einen Auszug des Mahīsāsaka-Vinaya übertrug (1 F). | 1 (nur in Korea)                         |

## Xiao Qi-Dynastie
Die Xiao Qi-Dynastie (蕭齊, Südliche Qi-Dynastie) bestand 479–502, mit der Hauptstadt Jianye (Nanjing). Von den acht namentlich bekannten Übersetzern sollen 14 Werke in insgesamt 33 Fasz. erstellt worden sein von denen 730 noch 7 (2 8F) erhalten waren.
| Name                 | Chinesisch   | Umschrift (Pinyin) | Zur Person | Übersetzungen                |
| Dharmāgatayaśas      | 曇摩伽陀耶舎 |                    | Aus Zentralindien, übersetzte er 481 1 Werk (1 F) im Zhaoting-Kloster (Zhāotíng Sì 朝亭寺) von Guangzhou (廣州). | 1                            |
| Saṅghabhadra         | 僧伽跋陀羅   |                    | Mönch aus den westlichen Regionen. 1 Werk (18 F) im Jahre 488 im Zhulin-Kloster (Zhúlín Sì, 竹林寺).             | 1                            |
| Dharmamati (= Fa-i)  | (= 法意)     | Fǎyì               | Mönch aus den westlichen Regionen. Im Jahre 490 1 Werk (1 F), das 730 noch existierte.                           | verloren                     |
| Guṇavṛddhi           | 求那毘地     |                    | Mönch aus Zentralindien. Übertrug 492–495 drei Werke (je 1 F), eines war 730 schon verloren.                     | 2                            |
| Fadu (Fa-tu)         | 法度         | Fǎdù               | Übertrug 1 Sutra und eine Vinaya-Werk zwischen 483–493, die bald verloren gingen.                                | verloren                     |
| Tanjing (T'an-ching) | 曇景         | Tánjǐng            | Mönch, dessen Heimat nicht bekannt ist. Aktiv 479–502. 2 Werke (4 F) in Yangdu (楊都).                           | 1 (nur im Tripitaka Koreana) |
| Fahua (Fa-ha)        | 法花         | Fǎhuā              | Vermutlich Chinese. 1 Übersetzung zwischen 490–500.                                                              | verloren                     |

## Liang-Dynastie und Chen-Dynastie
Das Südreich der Liang-Dynastie (梁) bestand mit der Hauptstadt in Jianye (Nanjing) 502–557. Von den 14 Übersetzungen nicht mehr namentlich bekannter Übersetzer finden sich noch 13 im Ming-Kanon. Insgesamt sollen 39 Werke (93 Fasz.) übertragen worden sein, von denen 730 noch 34 (84 F) bekannt waren.
Die Chen-Dynastie (陳) folgte 557–589. Die meisten Übersetzer waren in beiden tätig. Der produktivste war Paramārtha. Unter dieser Dynastie entstanden 40 (42?) nachweisbare Übertragungen, von denen bis 730 14 (44 F) verloren waren.
| Name                                  | Chinesisch       | Umschrift (Pinyin) | Zur Person | Übersetzungen |
| Mandra(sena)                          | 曼陀羅, 曼陀羅仙 |                    | Mönch aus dem Lande Bunan (扶南國,? Siam). Nach seiner Ankunft 502/3 erstellte er in Yangdu (楊都) 3 Übersetzungen (11 F), die jedoch seine mangelnden Sprachkenntnisse zeigen. | 4             |
| Saṅghabhara (oder Sanghavarman d. J.) | 僧伽婆羅         |                    | Mönch aus dem Lande Bunan, der insgesamt 11 Werke übertrug, von denen 730 noch 10 (32 F) extant waren. Er wurde nach seiner Ankunft ein Schüler des Inders Guṅdhabadra. † 520 im 65. Lebensjahr. | 9             |
| Upaśūnya                              | 月婆首那         |                    | Königssohn aus dem zentral-indischen Reich Udyāna (優禅尼) Zuerst 538–540/541 in der Hauptstadt der östlichen Wei, wo er 3 Werke übertrug. Wanderte dann 545 nach Nanking, wo er weitere 2 Werke übersetzte. Wirkte in die Zeit der Chen-Dynastie hinein. | 4             |
| Paramārtha                            | 眞諦             |                    | Aus dem Lande Uggayinī im westlichen Indien. Ankunft in Nanking 548. Bis 557 entstanden ca. 10 Übersetzungen im Zhizhi-Kloster (Zhìzhǐ Sì, 制旨寺), von denen 6 (15 Fasz.) 730 noch existierten. Seine Haupttätigkeit fällt unter die folgende Chen-Dynastie, wo er bis 569 weitere 38–40 Arbeiten vollendete, von denen 25 (83) 730 noch auffindbar waren. † 569 im 71. Lebensjahr. | 32            |
| Subhūti                               | 須菩提           |                    | Mönch aus dem Lande Fu-nan oder Buman. 1 Werk in 8 Fasz. | verloren      |

## Nördliche-Wei-Dynastie
Die Nördliche Wei-Dynastie (元魏) bestand 386–534. Die Hauptstadt war bis 493 in Kun-shan, danach in Luoyang (洛陽). Verschiedene klassische Quellen geben zwischen 51 und 77 übersetzte Werke dieser Zeit. Im Jahre 730 wurden 50 in 157 Fasz. nachgewiesen.
| Name                | Chinesisch        | Umschrift (Pinyin) | Zur Person | Übersetzungen             |
| Huijiao (Hui-chiao) | 慧覺 (惠覺)       | Huíjiào            | Chinese. Sein Übersetzungswerk in 13 Fasz. vollendete er 445 im Kloster des himmlischen Friedens (T'ien-an-ssu; Tiān'ān Sì, 天安寺), Kao-ch'ang Kuo (高昌國, Gāochāng Guó). | 1                         |
| Tanyao (T'an-yao)   | 曇曜              |                    | Mönch unbekannter Herkunft. Vollendete 462 im Shih-ku-Kloster 2 oder 3 Werke, von denen eines heute noch bekannt ist. | 1                         |
| Kiṃkārya            | 吉迦夜 (法事)     |                    | Mönch aus den westlichen Ländern, der zur Unterstützung von Tanyao 472 fünf Übersetzungen fertigte, die 19 oder 25 Fasz. umfasst haben sollen. Von den fünf im Ming-Kanon ihm zugeschriebenen Arbeiten finden sich im Tripitaka Koreana unter seinem Namen nur zwei, der Rest sei von namentlich nicht Bekannten. | 5 (2 namentlich in Korea) |
| Dharmaruci          | 曇摩流支 (= 法楽) |                    | Mönch im Yung-ning-Kloster (永寧寺) aus dem südlichen Indien, der 501-7 3 Arbeiten (8 Fasz.) vollendete. | 2 in China, 1 in Korea    |
| Fachang (Fa-ch'ang) | 法場              | Fǎchǎng            | 1 Übersetzung zwischen 500–515 in Luoyang. | 1                         |
| Ratnamati           | 勒那摩提          |                    | Zentral-indischer Mönch, der 508 mindestens drei Werke übertragen haben soll. Davon waren 730 zwei noch auffindbar. | 2                         |
| Bodhiruci, d. Ä.    | 菩提流[留]支      |                    | Bodhiruci [Tripitaka] († ca. 535; jp.: Bodairushi) aus Nordindien stammend, der als Gründer des „Reinen Landes“ in China gilt, kam 508 nach Luoyang und übersetzte weiterhin 36 der 49 Abschnitte des 大寶積經 Mahāratnakūṭa-sūtra, sowie um 503: 五佛頂三昧陀羅尼經. Insgesamt werden ihm die Übertragungen von 30 Werken bis 535 zugeschrieben. Philosophisch stand er der Jiron – nach deren Spaltung ihrem nördlichen Zweig – nahe. Vertreten hat er die „Lehre der einen Stimme“ (jp.: Itton-gyō). | 30 im Ming-Kanon          |
| Buddhaśanta         | 佛陀扇多          |                    | Zentralindischer Mönch, der zwischen 524 und 539 10 oder 11 Übersetzungen, wohl meist im Kloster vom weißen Pferd in Luoyang, fertigte. | 9                         |

## Östliche Wei- und Nördliche Qi-Dynastie
Beide hatten ihre Hauptstadt in Ye. Die östliche Wei bestand 534–550. In diesen 16 Jahren entstanden 27 Übersetzungen, von denen 23 (101 Fasz.) 730 noch extant waren.
Die nachfolgende Nördliche Qi-Dynastie (北齋), hatte 27 Jahre Bestand von 550–577. Von den in den historischen Quellen erwähnten übertragenen Werken finden sich alle noch im heutigen Kanon.
| Name                     | Chinesisch             | Umschrift (Pinyin) | Zur Person | Übersetzungen                 |
| Gautama Prajñāruci       | 瞿曇般若流支, 瞿曇流支 |                    | Brahmane aus Varanasi. Nachdem er sich zunächst in der Stadt Ye (Yèchéng, 鄴城) aufhielt, war er 541 im Jinhua-Kloster (金華寺), 542 im Dingchang-Kloster (定昌寺), 543 in Shangshu (尚書). 538–541/543: 14–18 Übersetzungen, 15 (89 Fasz.) waren 730 nachweisbar. | 13 im Ming Kanon; 15 in Korea |
| Vimokṣaprajñāṛṣi         | 毘目智仙               |                    | Mönch aus dem nordindischen Udyāna. Nachkomme der Śakyas. Arbeitete bei der Übertragung von 5 Werken mit Prajñāruci zusammen. | 6                             |
| Dharmabodhi              | 達磨菩提               |                    | Indischer Mönch. 1 Übersetzung, deren Datierung unklar (um 535) ist. | 1                             |
| Narendrayaśas            | 那連提耶舎, 那連耶舎   |                    | Mönch aus dem nordindischen Udyāna. Arbeitete zusammen mit Gautama Dharmaprajñā an sieben Werken (51 oder 52 Fasz.), zwischen 557 und 568 erst im Tianping-Kloster (Tiānpīng Sì, 天平寺) von Shangzhou (相州), dann im Beitian-Kloster (Běitiān Sì, 北天寺). Siedelte später zunächst ins Xingshan-Kloster (興善寺) um. Ab 583 findet er sich im Daxingshan-Kloster (Dàxingshàn Sì, 大興善寺) von Chang’an. | 7 (8 weitere unter der Sui)   |
| Wan Tianyi (Wan T'ien-i) | 萬天懿                 | Wàn Tiānyì         | Chinesischer Upasaka, aus einer Seitenlinie des Herrschergeschlechts der nördlichen Wei-Dynastie stammend. Ihm wird 1 Werk (562-64) zugeordnet. | 1                             |

## Nördliche Zhou-Dynastie
Während der Nördliche Zhou-Dynastie (北周), mit ihrer Hauptstadt in Chang’an kam es unter Kaiser Wu (武帝, reg. 561–578 oder ?581), zur zweiten großen Buddhistenverfolgung in China. Er schrieb vor, dass nur noch kaiserlich genehmigte Tempel bestehen durften. 2946 wurde diese Erlaubnis erteilt, etwa 30000 Gebäude jedoch zerstört. Trotzdem entstanden 14 Übersetzungen (19 Fasz.), von denen 6 (11 F) bis 730 verloren gingen.
| Name       | Chinesisch | Umschrift (Pinyin) | Zur Person | Übersetzungen                |
| Gñṇabhadra |            |                    | Mönch aus dem Lande Padma Eine Übertragung mit Jñānayaśas | verloren                     |
| Jñānayaśas | 闍那耶舎   |                    | Mönch aus dem zentralindischen Maghada. Um 570 im Sitianwang-Kloster (Sìtiānwáng Sì, 四天王寺) von Chang’an. | 2 in China, 3 in Korea       |
| Yaśogupta  | 耶舎崛多   |                    | Nach 570 im Sitianwang-Kloster. Insgesamt drei oder vier Übersetzungen. | 1                            |
| Jñānagupta | 闍那崛多   |                    | Longyuan-Kloster (Lóngyuan Sì, 龍淵寺), Yizhou (益州). Überkommen sind aus dieser Ära 2 (China), 1 (Korea) Werk. Seine Haupttätigkeit lag jedoch in der späteren Sui-Dynastie. Zwischen 585–592 entstanden 39 Werke in 132 Faszikeln. † im 78. Lebensjahr 600. | 2 (China), 1 (Korea) Sui: 36 |

## Sui-Dynastie
Die Sui-Dynastie bestand 581-618 mit der Hauptstadt in Chang’an. Während dieser Zeit sollen 60 Werke in 265 Fasz. übertragen worden sein. Von diesen gingen lediglich 2 (14 F) vor 730 verloren. Im Ming Kanon finden sich 57 Übersetzungen dieser Ära.
| Name                   | Chinesisch         | Umschrift (Pinyin) | Zur Person bis | Übersetzungen            |
| (Gautama) Dharmaprajñā | (瞿)曇法智         |                    | Upasaka aus Varanasi, der älteste Sohn des Brahmanen Prajñāruci (s. o.). Nach dem Fall der nördlichen Chi wurde er 577 zum Gouverneur des Bezirks Yan-sen (洋川) ernannt. Der erste Sui-Kaiser Wendi (reg. 581 ab 589 über ganz China) rief ihn 582 in die Hauptstadt zurück, wo er ein Werk übersetzte. | 1                        |
| Vinītaruci             | 毘尼多流支         |                    | Indischer Mönch aus Udyāna, der 582 im Daxingshan-Kloster (Dàxingshàn Sì, 大興善寺) zwei Werke übertrug. | 2                        |
| Bodhidīpa              | 菩提燈             |                    | Mönch ausländischer Herkunft, der ein Werk übertrug. Genaue Daten nicht bekannt. | 1                        |
| Dharmagupta            | 達磨笈多, 曇摩崛多 |                    | Mönch aus einem südindischen Land. Mehrere Werke entstanden im Hsing-shan-Kloster (Singshàn Sì, 興善寺) von Chang’an und im Shanglin-Garten (Shànglínyuán, 上林園), Dungdu (Dōngdu, 東都), zwischen 590 und 616. † 619.                                                                                  | 10 in China, 12 in Korea |

## Tang-Reich
Unter der Tang-Dynastie (唐朝 618–906) gelangte das wieder geeinte Reich, mit der Hauptstadt in Chang’an, zu seiner zweiten großen Blüte. Seine Kultur wurde zum Vorbild für umliegende Länder und Regionen. Bis 844 war es die Zeit der stärksten Entfaltung des Buddhismus, der sich in selbständige Schulen aufteilte. Einhergehend war auch eine starke Zunahme der Klöster und ihres Grundbesitzes. Dies war dann auch der Auslöser der großen Buddhistenverfolgung. Kaiser Wuzong (武宗, reg. 840–846), erließ 844 ein strenges Edikt zur Einziehung des Klosterbesitzes. Es kam zur Hui-chang-Verfolgung (so genannt nach der Ära-Bezeichnung 會昌 Huì chāng). Das Mönchtum wurde verboten, etwa 265.000 Ordinierte, aus ca. 4600 Klöstern, die zerstört wurden, werden zwangsweise in den Laienstand zurückversetzt. Fast nur Zen-Schulen überlebten.
Insgesamt entstanden 380 Übersetzungswerke, davon vor dem Jahr 730 272 in 1744 Faszikeln.
| Name                       | Chinesisch          | Umschrift (Pinyin) | Zur Person | Übersetzungen                       |
| Prabhakaramitra            | 波羅頗迦羅蜜多羅    |                    | Zentralindischer Mönch ursprünglich der Krieger-Kaste zugehörig. Kam 627 nach China und übertrug im Shengguang-Kloster (勝光寺) drei Werke mit 35 oder 38 Fasz. † 633, 68 Jahre alt. | 3 in China, 2 in Korea              |
| Xuanzang (Hsüan-tsang)     | 玄奘                | Xuánzàng           | Xuanzang San Tsang (Pinyin: Xuán Zàng; Kantonesisch: Táng Sānzàng), ist als Indien-Pilger (629–645) bekannt. Er stammte aus Henan, sein ursprünglicher Familienname war Chen. Mit 13 wurde er Mönch, aber schon nach einigen Jahren reiste er quer durchs Land. 629 verließ er trotz eines kaiserlichen Verbotes von Auslandsreisen China, um nach dem Vorbild eines früheren Pilgermönchs Faxiang (reiste 399–412) den Buddhismus in dessen Ursprungsland Indien zu studieren. Sein Weg führte ihn dabei über die Seidenstraße (Kumul/Hami, Samarkand, Balch (36° 45' N 66° 42' O. heute Šolgara) und auf dem Rückweg Khotan). Von 630 bis 643 bereiste Xuanzang Indien und hielt sich dabei die letzten 8 Jahre hauptsächlich im Harsha-Reich auf. Er studierte lange Zeit in Nalanda und nahm 643 auch als Vertreter des āyāna-Buddhismus an einem großen Religionsdisput teil. Sein Reisebericht (Dà Táng Xīyù Jì) ist auch heute noch die wichtigste Quelle zum Zustand des Buddhismus in Indien zu dieser Zeit. Er brachte 657 buddhistische Texte und 150 Reliquien mit zurück, von denen er auch 73 selbst ins Chinesische übersetzte. Seine Übersetzungstätigkeit lässt sich in drei Phasen, mit verschiedenen Schwerpunkten, gliedern: 1) 645-50: Yogacarabhumi-Śastra, 2) 651-60: Abhidharmakosa-Śastra, 3) 661-64: Mahāprajñaparamita-sutra. Xuanzang war der berühmteste Mönch seiner Zeit. Seine Lehrtätigkeit führte zur Gründung der (kurzlebigen) Faxiang-Schule, deren erster Patriarch sein Schüler Kuiji (窺基) war, auf der wiederum die japanische Hossō aufbaut. Er leitete ein Kloster mit etwa 500 Mönchen und war von der ch. Regierung als Ratgeber gefragt. † 664/2/4, 64 Jahre alt. | 75 (im Ming Kanon)                  |
| Zhitong (Chih-t’ung)       | 智通                | Zhìtong            | Chinesischer Mönch, der in Luoyang und 653 im Zongchi-Kloster (Zǒngchí Sì, 總持寺), Xijing (Xījīng, 西京) 4 Werke in 5 Fasz. übersetzte. | 4 in China, 3 in Korea              |
| Bhagavavaddharma           | 伽梵達撃            |                    | Mönch aus dem westlichen Indien, der ein Werk übersetzte, dessen Daten jedoch nicht bekannt sind. | 1                                   |
| Atigupta                   | 阿地瞿多            |                    | Mönch aus Zentralindien, der 652 in China ankam. Übersetzte in den folgenden zwei Jahren im Huiri-Kloster (Huìrì Sì, 慧日寺), Xijing (Xījīng, 西京) ein Werk. | 1                                   |
| Nati (Na-t’i; = Nadi)      | 那提                | Natí               | Mönch aus Zentralindien. Brachte bei seiner Ankunft 655 über 1500 Schriften mit, die er auf ausgiebigen Reisen durch Indien und Ceylon gesammelt hatte. Der Kaiser sandte ihn 656 zu einer Insel im südchinesischen Meer (?= Pulau Kundur), um eine seltene Medizin zu besorgen. Nach seiner Rückkehr übersetzte er 3 Werke (3 F) von denen eines vor 730 verloren ging. | 2                                   |
| Jñānabhadra                | 若那跋陀羅          |                    | | 1                                   |
| Divākara                   | 地婆詞羅            |                    | Mönch aus Zentralindien. Übertrug 18 Werke in 34 Fasz. zwischen 676–688. Tätig 680 im östl., nach 683 im westl. Taiyuan-Kloster (西太原寺) von Xijing, zwischenzeitlich 682 im Hongfu-Kloster (弘福寺). | 19 [sic] im Ming-Kanon; 18 in Korea |
| Du Xingkai (Tu Hsing-k'ai) | 杜行顗              |                    | Chinesischer Laie, im Außenamt tätig. 1 Übersetzung 679. | 1                                   |
| Buddhatrāta                | 佛陀多羅            |                    | Mönch aus Kubla (Kabul). 1 Werk ohne genaue Daten. | 1                                   |
| Devaprajñā                 | 提雲般若            |                    | Mönch aus Kustana (Khotan), übersetzte 6 Werke in 7 Fasz. 689–691. Im Ming-Kanon werden ihm 7 zugeschrieben. 691 in den Klöstern Weiguodong (魏國東寺) und Dazhoudong (Dàzhoudōng Sì, 大周東寺) in Shendu (神都). | 7                                   |
| Huizhi (Hui-chih)          | 慧智                | Huìzhì             | Mönch dessen Vater, ein Brahmane, als Gesandter nach China gelangte, wo H. zur Welt kam. Übertrug ein Werk 692/3 im Foshouji-Kloster (Fóshoujì Sì, 佛授記寺) von Dongdu (Dōngdu, 東都). | 1                                   |
| Śikṣānanda                 | 實叉難陀            |                    | Mönch aus Kustana (Khotan), übersetzte 695-700 19 Werke in 107 Fasz., von denen 730 bereits 5 verschollen waren. † 730 im 59. Lebensjahr. |                                     |
| Li Wuchan (Li Wu-ch'an)    | 李無諂              | Lǐ Wúchǎn          | Brahmane aus dem nordindischen Staat/Bezirk Lan-Pao (嵐波). Vollendete 700 ein Werk im Foshouji-Kloster. | 1                                   |
| Mitraśānta                 | 彌陀山              |                    | Mönch aus Tukhāra, der 705 eine Übersetzung vollendete. | 1                                   |
| Ratnacinta                 | 寳思惟              |                    | Kaschmirischer Mönch der zwischen 693 und 706 7 Werke (9 Fasz.) übertrug. Im Tiangong- (天宮寺), und im Dafuxian-Kloster (Dàfuxiān Sì, 大福先寺), Dongdu (東都) tätig. † über 100-jährig 721. | 7                                   |
| Yi Jing (I ching)          | 義淨                | Yijing             | Der chinesische Übersetzers Yijing (義浄; jap.: Gijō 635-713) trat in jungen Jahren in den Orden ein. Bereits als junger Mann wollte er Indien besuchen. 671 brach er auf dem Seeweg nach Süden auf. Er blieb über 20 Jahre in Indien. Während seines Aufenthalts besuchte er über 30 Fürstentümer. Er gelangte 695 (?698, 61-jährig) zurück. Mit sich brachte er Reliquien und knapp 400 Sanskrittexte. Kaiserin Wu verlieh ihm den Ehrentitel sanzang (Kenner des Tripitaka). Er übertrug 56 Texte in 230 Fasz. Sein Reisebericht Nankai-kiki-den (南海寄歸傳; engl.: Record of Visiting the South Sea), 4 Fasz. ist eine wichtige Quelle zum Indien seiner Zeit. Seine Übersetzung des Suvarṇaprabhāsottamarrādja-sūtra (金光明最勝王經, jap.: (Konkōmyō)saishō-ō-kyō) erlangte im Japan der Nara-Zeit herausragende Bedeutung. | 56                                  |
| Bodhiruci d. J.            | 菩提流志            |                    | Dieser aus Südindien stammende Mönch hieß erst Dharmaruci und soll im Alter von 156 im Jahre 727 gestorben sein. Im Auftrag von Kaiserin Wu-tse-t’ien übs. er 53 Werke zwischen 693 und 713. | 41 im Ming Kanon                    |
| Pāramiti                   |                     |                    | Dieser Mönch aus Zentralindien übertrug zusammen mit zwei Kollegen ein Werk 705. | 1                                   |
| Zhiyan (Chih-yen)          | 智儼                | Zhìyǎn             | Königssohn aus Khotan, der als Geisel nach China gelangte. Wurde dort 707 ordiniert. Übertrug 721 4 Werke (6 Fasz.) | 4                                   |
| Vajrabodhi                 | 金剛智              | Jingangshi         | Mönch aus der Brahmanen-Kaste aus dem südindischen Staat Malaya. Die Hauptstadt erreichte er ein Jahr nach seiner Ankunft in China 719. In den Jahren 723 (im Zisheng-Kloster, Zīshèng Sì 資聖寺) und 730 (Daxianfu-Kloster, Dàxiānfu Sì 大薦福寺) schuf er je 2 Übersetzungen, danach weitere 7. † 732. | 11 in China, 8 in Korea             |
| Subhakarasiṃha             | 善無畏 (= 輸波迦羅) | Shanwuwei          | Indischer Mönch, Nachfahre von Amritonada, eines Onkels von Śākyamuni, der ursprünglich in Nalanda lebte. Erreichte Chang’an 716 mit vielen Sanskrit-Texten. 717 im Ximing-Kloster (西明寺) eine Übersetzung, drei weitere im Jahre 724. Eine 726 Dafuxian-Kloster (大福先寺), Dongdu (東都). Starb 99-jährig 735. | 5                                   |
| Amogha(vajra) (Bukung)     | 不空                |                    | Mönch aus dem nördlichen Indien, brahmanischer Herkunft (* 705). Gelangte mit seinem Lehrer Vajrabodhi 719 nach China. Als dieser gestorben war, wurde er angewiesen sich nach Indien und Ceylon zu begeben um Texte zu bringen. Zu dieser Mission brach er 741 auf. Er kehrte 746 mit 500 meist tantrischen Texten, die bis dato in China unbekannt waren, in die Hauptstadt zurück. 749 wurde ihm die Erlaubnis erteilt in seine Heimat zurückzukehren, als er sich schon am südlichen Meer befand durfte er jedoch auf kaiserlichen Befehl hin das Land nicht verlassen. Ab 756 hielt er sich wieder in der Hauptstadt auf. Verschiedene Kaiser verliehen ihm Ehrentitel. Am Kaisergeburtstag 771 präsentierte er seine Übersetzungen (insgesamt 77 in 120 Fasz.) dem Thron. † 774, siebzigjährig. | 108                                 |
| Prajñā                     | 般若                |                    | Mönch aus Kabul, der 785–810 vier Werke übertrug. | 4 in China, 6 in Korea              |
| Ajitasena                  | 阿質達霰            |                    | Mönch aus Nordindien, dessen genaue Daten nicht bekannt sind. | 3                                   |

## Song-Dynastie
Für die Zeit der Fünf Dynastien und Zehn Königreiche (907–979) sind die Übersetzer nicht extra verzeichnet. Die Song-Dynastie (北宋 960–1279, ab 1127 nur noch südlich des Yangtse) unterwarf der Reihe nach die Südstaaten, während der Norden dauernd durch das Kitan-Reich bedroht blieb. Es kam zu Klosterneugründungen und Revisionen der Sutrenübersetzungen. Bis 1127 entstehen 275 neue Werke. 971–983 ermöglicht kaiserliche Förderung den ersten xylographischen Druck des gesamten Kanons (auf 130000 Tafeln): der sogenannte Shu-pen (= Ssu-ch'uan bzw. K'ai-pao-tsang; 1076 Werke in 480 Bänden). 1100–1125 wird die höchste kulturelle Blüte des Reiches erreicht, bei gleichzeitiger moralischer und politischer Schwäche. Nach der Eroberung der Hauptstadt Kaifeng durch die Jurchen (Jin), besteht das Song-Reich im Süden noch bis 1279, als die inzwischen im Norden herrschenden Mongolen es vernichten. Ab 1250 wandern etliche Zen-Meister vor Dschingis Khans Mongolen nach Japan ab.
| Name                                              | Chinesisch | Umschrift (Pinyin) | Zur Person | Übersetzungen                             |
| Fatian (Fa-t’ien = Dharmadeva) nach 982: Fa-hsien | 法天, 法賢 | Fǎtiān, Fǎxián     | Ein Mönch aus der indischen buddhistischen Universität Nalanda, der ab 973 in P'u-ching (蒲津), Haizhou (鄜州) übersetzte. † 1001, postum Mingjiao Dashi (明教大師). | 118 im Ming Kanon (davon 46 als Fa-t’ien) |
| Tianxizai (T'ien-hsi-tsai)                        | 天息災     | Tiānxīzāi          | Mönch aus dem nordindischen Galandhara oder Kaschmir, der 980 in China ankam. Es folgte eine 20-jährige Übersetzungstätigkeit bis zu seinem Tode im Jahre 1000. 982 soll er den Ehrentitel Mingjiao Dashi (Míngjiào Dàshī, 明教大師) erhalten haben (was gleichlautend mit dem postumen Namen Fatians wäre), postum den Namen: 慧辯禅師 | 18                                        |
| Dānapāla                                          | 施護       |                    | Mönch aus dem nordindischen Udyāna. Erhielt 982 vom Kaiser einen Ehrentitel verliehen. | 111                                       |
| Dharmarakṣa d. J.                                 | 法護       |                    | Mönch aus Maghada in Zentralindien. Kam 1004 nach China und übersetzte in den folgenden 54 Jahren 12 Werke, teilweise in Zusammenarbeit mit Wei-tsing. † 1058, 95-jährig. | 12                                        |
| Weijing (Wei-ching)                               | 惟淨       | Wéijìng            | Chinesischer Mönch, der mit den vorgenannten Übersetzern arbeitete. Vier eigene Werke werden ihm zugeordnet. | 4                                         |
| Jñānaśṛ                                           | 智吉祥     |                    | Ankunft aus Indien 1053. | 2 im Ming-Kanon, 0 in Korea               |
| Suvarnadhārani                                    |            |                    | Vermutlich ausländischer Mönch, der um 1113 übersetzte. | 2 im Ming-Kanon, 0 in Korea               |
| Maitreyabhadra                                    | 慈賢       |                    | Mönch aus Maghada in Zentralindien. Soll als kaiserlicher Lehrer gedient haben. Genaue Daten der Übersetzungen nicht bekannt. | 2 im Ming-Kanon, 0 in Korea               |
| Richeng (Jih-ch'eng)                              | 日稱       | Rìchēng            | Inder, der mit Dharmarakṣa zusammenarbeitete. | 2                                         |

## Yuan-Dynastie
Die mongolische Yuan-Dynastie (元朝, 1279–1368) errichtete ihre Hauptstadt in Peking. Dem Kanon, der als Pu-ning zang (1278–1294, 578 Bde.) auch gedruckt wurde, wurden nur noch fünf weitere Werke hinzugefügt, von denen sich keines mehr im koreanischen Kanon findet.
| Name       | Chinesisch | Umschrift (Pinyin) | Zur Person | Übersetzungen |
| Bashpa (?) | 巴思巴     | Bāsībā             | Tibetischer Mönch, Lehrer und Berater des Kublai Khan (mit dem Titel 國師 dann auch Oberhaupt der Buddhisten), zu einer Zeit als die Yuan noch nicht ganz China beherrschten. Schuf 1269 ein Alphabet für die mongolische Sprache. Übertrug 1271 ein Werk. | 1             |
|            | 沙羅巴     | Shāluóbā           | Schüler Bashpas. † 1314 im 56. Lebensjahr. Übertrug ein Werk seines Lehrers. | 1             |
| An Tsan    | 安藏       |                    | 1 Werk keine Daten bekannt, der Verfasser war Beamter. | 1             |

## Konkordanzen
Die den einzelnen Übersetzer zugeordneten Werke im chinesischen Original lassen sich über die Suchfunktionen von
- The Korean Buddhist Canon: A Descriptive Catalogue
- WWW Database of Chinese Buddhist texts
- CBETA (Chinese Buddhist Electronic Text Association) Taishō u. a. chin. Texte online

problemlos ermitteln.
Übertragungen in westliche Sprachen finden sich in:
- Peter Pfandt: Mahāyāna Texts Translated into Western Languages – A Bibliographical Guide. Brill, Köln 1986, ISBN 3-923956-13-4.
- Buddhist Text Translation Society
- Numata Center for Buddhist Translation and Research